# Dan Ewing
Daniel "Dan" Ewing (Forestville, Nueva Gales del Sur; 3 de junio de 1985) es un actor australiano, más conocido por haber interpretado a Dillon en Power Rangers RPM y a Heath Braxton en la serie Home and Away.

## Biografía
Es hijo de Greg y Cathy Ewing, es el mayor de cuatro hermanos, dos de ellos se llaman Caitlin, Mitchell y Pat Ewing. Da tiene dos tatuajes en su brazo derecho, la primera es una cruz del sur y el otra dice Carpe Diem.
Asistió al Marist College North Shore, donde actuó en varios musicales y representó a su escuela en basquetboll, fútbol, rugby, natación y voleibol. Jugó por nueve años con el "Representative Basketball" para Manly-Warringah y para el club "Forest Killarney Football" a los seis años. Se entrenó con John Gibson en "Sydney's North Shore". 
En 2008 obtuvo una beca para asistir al National Institute of Dramatic Art "NIDA" donde tomó cursos en actuación.
Es muy buen amigo de los actores Steve Peacocke, Lincoln Younes y del jugador Kevin White.
A los 14 años conoció a Marni Little, la pareja se comprometió en septiembre de 2011 durante un partido de baloncesto. Finalmente se casaron el 15 de diciembre de 2012. A su boda asistieron los actores Catherine Mack, Nicholas Westaway, Rhiannon Fish, Demi Harman, Charles Cottier, Lisa Gormley, la modelo Laura Dundovic, Nathan Joliffe y los cantantes Casey Donovan y Reece Mastin. En octubre de 2013 la pareja reveló que habían perdido al bebé que estaban esperando. En febrero de 2014 la pareja anunció que estaban esperando otro bebé a finales del mismo año. El 5 de septiembre de 2014, la pareja le dio la bienvenida a su primer hijo juntos, Archer Grason Ewing.
El 26 de mayo de 2016 se anunció que Dan y Marni se había separado en diciembre de 2015.
Desde 2016 sale con la actriz y bailarina Kat Risteska. Anunciaron su compromiso el 24 de diciembre de 2021. En marzo de 2022, confirmaron que estaban esperando su primer hijo. Su hija, Nevaeh Catherine Ewing, nació el 22 de julio de 2022.

## Carrera
Dan es el rostro de Mizone en su más reciente comercial de televisión.
Apareció en el video de Amy Pearson, "Don't miss you" donde interpretó a su novio.
En 2008 apareció en series como Blue Water High y Revolution.
En 2009 se unió al elenco principal de la serie de televisión Power Rangers RPM donde interpretó al Ranger Negro Dillon, junto a Rose McIver y Milo Cawthorne. Ese mismo año participó como invitado en la serie Rescue Special Ops, donde interpretó a Jack Gardener.
En 2010 apareció como invitado en un episodio de la serie Spirited donde interpretará a Jason Stone. 
El 11 de febrero de 2011 se unió al elenco principal de la exitosa serie australiana Home and Away donde interpretó a Heath Braxton el nuevo chico malo que llega a la bahía con sus dos hermanos Darryl, Casey y Kyle,
 hasta el 29 de julio de 2014 después de que su personaje decidiera mudarse a Sídney con sus hijos y Bianca. Dan regresó a la serie brevemente el 23 de septiembre de 2014 luego de que su personaje asistiera al funeral de su hermano Casey. Dan regresó nuevamente en noviembre del 2016 y su última aparición fue el 3 de febrero de 2017 después de que decidiera regresar a Sídney con Bianca, Darcy y Harley. Anteriormente en 2007 había aparecido como invitado en la serie interpretado en cuatro episodios a Reuben Humpheries en la serie. El 3 de febrero de 2021 realizó una aparición especial.
En abril de 2011 Dan participó en la undécima temporada del programa australiano Dancing with the Stars, su pareja fue la bailarina profesional Luda Kroitor. Dan bailaba en favor de St Vincent de Paul Society donde su madre trabaja. Sin embargo la pareja fue eliminada en la octava semana quedando en el cuarto lugar.
En diciembre de 2015 apareció en el especial "Home and Away: An Eye for An Eye" donde interpretó nuevamente a Heath Braxton.
En mayo de 2016 se anunció que Dan regresaría para un nuevo spin-off titulado Home and Away: Revenge de la serie, la cual fue transmitida el 19 de diciembre del mismo año. Así como en el tercer especial titulado "Home and Away: All or Nothing", el cual fue estrenado el 26 de enero de 2017.

## Filmografía

### Series de televisión
| Año                        | Título             | Personaje           | Notas                          |
| -------------------------- | ------------------ | ------------------- | ------------------------------ |
| 2011-2014, 2016-2017, 2021 | Home and Away      | Heath Braxton       | 596 episodios                  |
| 2019                       | Society            | Det. Rowen Mckenzie | episodio "Brave New World"     |
| 2018                       | Interface          | Jasper              | 6 episodiso                    |
| 2018                       | Harrow             | Rallings            | episodio "Lex Talionis"        |
| 2010                       | Spirited           | Jason Stone         | episodio "Wake Up Little Suzy" |
| 2009                       | Power Rangers RPM  | Dillon              | 32 episodios                   |
| 2009                       | Rescue Special Ops | Jack Gardener       | episodio # 1.9                 |
| 2008                       | Blue Water High    | -                   | -                              |
| 2008                       | Revolution         | Brandon             | -                              |
| 2007                       | Home and Away      | Ruben Humpheries    | 4 episodios                    |

### Películas
| Año  | Título                           | Personaje     | Notas |
| ---- | -------------------------------- | ------------- | --- |
| 2024 | Godless: The Eastfield Exorcism  | Ron Levonde   | |
| 2018 | Occupation                       | Matt Simmons  | |
| 2017 | Home and Away: All or Nothing    | Heath Braxton | junto a Nicholas Westaway, Diarmid Heidenreich, Kyle Pryor, George Mason, Lisa Gormley y Samantha Jade       |
| 2016 | Home and Away: Revenge           | Heath Braxton | junto a Diarmid Heidenreich, Lisa Gormley, Kyle Pryor, George Mason, Nicholas Westaway y Alea O'Shea         |
| 2015 | Home and Away: An Eye for An Eye | Heath Braxton | junto a Diarmid Heidenreich, Nicholas Westaway, Lisa Gormley, Isabella Giovinazzo, Kyle Pryor y George Mason |
| 2016 | Red Billabong                    | Nick          | junto a Tim Pocock, Jessica Green, Sophie Don, Ben Chisholm y Felix Williamson                               |
| 2016 | Beast No More                    | Jake          | junto a Jessica Tovey, Roy Billing, Dean Kyrwood y Joel Franco                                               |
| 2014 | Factory Hands                    | Lewis Hine    | corto - junto a Erin Connor, Peter McAllum, Joel Franco, Russell Kay y James Parbery                         |
| 2007 | Grand Smoke                      | Vincent       | corto |
| 2006 | Superman Returns                 | Universitario | - |
| 2004 | Dead Meat                        | Zombie        | - |

### Teatro
| Año  | Obra                             | Personaje | Director         | Teatro           |
| ---- | -------------------------------- | --------- | ---------------- | ---------------- |
| 2003 | Jesus Christ Superstar (musical) | Judas     | Anthony McDonald | McDonald Theatre |
| 2003 | Godspell (musical)               | Singer    | Anthony McDonald | McDonald Theatre |
| -    | Les Miserables                   | Brujon    | Anthony McDonald | -                |

### Vídeos musicales
| Año  | Vídeo     | Grupo          | Notas                        |
| ---- | --------- | -------------- | ---------------------------- |
| 2010 | Lover Boy | Scarlett Belle | apareció en el vídeo musical |

### Apariciones
| Año  | Programa               | Notas                     |
| ---- | ---------------------- | ------------------------- |
| 2011 | Dancing with the Stars | 8 episodios - concursante |
| 2009 | Event TV               | presentador               |
| 2007 | Go 4 lt                | presentador               |
| 2007 | Kids Biz               | presentador               |

## Premios y nominaciones
| Año  | Categoría                    | Premio                            | Serie         | Resultado |
| ---- | ---------------------------- | --------------------------------- | ------------- | --------- |
| 2014 | Most Popular Actor           | Silver Logie Award                | Home and Away | Nominado  |
| 2012 | Best Daytime Soap            | Inside Soap Award                 | Home and Away | Nominado  |
| 2012 | Most Popular New Male Talent | Logie Award                       | Home and Away | Nominado  |
| 2011 | Cleo's Bachelor of the Year  | Cleo's Bachelor of the Year Award | -             | Nominado  |